# Cá toàn đầu
Cá toàn đầu (danh pháp: Chimaera phantasma) là loài cá biển thuộc họ Chimaeridae. Loài này phân bố ở Australia, Trung Quốc, Nhật, Triều Tiên, Hàn Quốc, New Caledonia, Philippines, Đài Loan và Việt Nam. Loài này đang bị đe dọa mất môi trường sống.